# Рассел Гоббс
Рассел Гоббс (англ. Russel Hobbs) — вигаданий американський музикант і учасник британського віртуального гурту Gorillaz. В гурті є барабанщиком грає на барабанах та перкусії. Як і всі інші учасники групи Gorillaz, він був створений Деймоном Албарном і Джеймі Хьюлеттом у 1998 році та вперше офіційно з'явився в дебютному міні-альбомі Gorillaz Tomorrow Comes Today у 2000 році. Голос Рассела подає Ремі Кабака-молодший, який приєднався до Gorillaz в офіційній якості на перкусії у 2016 році.

## Розробка
Рассел Гоббс був спочатку концептуалізований Джеймі Хьюлеттом і Деймоном Албарном у 1998 році як метафіктивне представлення хіп-хоп аспектів Gorillaz, що втілює дух співпраці гуртів з різними реперами протягом багатьох років. Він згадується в тексті пісні Gorillaz «Клінт Іствуд». Спочатку його надихнула любов Хьюлетта до хіп-хоп виконавців, таких як Ice Cube (двоюрідний брат репера Del the Funky Homosapien, який читає реп на пісні «Clint Eastwood» і «Rock The House» як репер Del the Ghost). Голос Рассела надає барабанщик і ді-джей Ремі Кабака-молодший, який був справжнім барабанщиком і продюсером Gorillaz з Humanz у 2017 році. Вигадана передісторія Рассела про те, що він був одержимий духами померлих музикантів, — це те, що спочатку надихнуло на використання співавторів і гостей на альбомах Gorillaz.

## Особистість
Рассел мудрий і розумний, має широкий спектр знань про багато предметів, особливо про музику. Кажуть, що колись він створив власний пристрій під назвою Hip-hop machine, драм-машину, яка нібито здатна відтворювати кожен удар, відомий людині. Він поважний і чіткий, з великим словниковим запасом і хорошими манерами. Він лояльний і, як було показано, ненавидить нелояльність інших. Це очевидно в його дружбі з колегою по групі Мердоком, якого Рассел кілька разів фізично нападав за те, що він ударив ножем у спину фронтмена Gorillaz 2-D. Показано, що Рассел дуже захищає тих, хто йому небайдужий, особливо 2-D і Нудл, хоча він демонструє неприязнь до Мердока. Він, як правило, холодний, спокійний і зібраний, але також демонструє проблеми з психічним здоров'ям і демонструє високу схильність до параної, переживаючи багато психічних зривів протягом свого життя. Він захоплений соціальною справедливістю та правами людини, іноді розмірковуючи про проблеми, які стосуються пригноблених і позбавлених прав. Гардероб, який Рассел носив у Humanz, був натхненний гардеробом Партії Чорної Пантери та Фронту національного визволення сандиністів. На Рассела натякали, що він причетний до афроамериканського релігійного руху «Нація ісламу». В інтерв'ю він назвав лідера «Нації ісламу» Луїса Фаррахана впливовим і схвально відгукнувся про Малкольма Ікса. Він також був показаний у різних фесках, які історично вважалися символом відданості ісламу.

## Інші появи
Рассел та решта Gorillaz з'являються на задній обкладинці художньої книги Джеймі Г'юлетта 2017 року разом із персонажами інших проєктів Х'юлетта.